# Первоцвет розовый
Первоцвет розовый, или примула розовая (лат. Primula rosea) — вид цветущих растений рода Первоцвет (Primula), аборигенный вид в Гималаях. Выносливое травянистое многолетнее растение высотой до 50 см с листьями с красным оттенком и гроздьями насыщенно-розовых цветов весной.
При выращивании предпочитает влажные места, такие как берег пруда или ручья, влагоёмкую нейтральную или кислую почву и полный или частичный солнечный свет. Вид получил награду Королевского садоводческого общества «за выдающиеся садовые качества».
В P. rosea обнаружен антоцианидин розинидин.

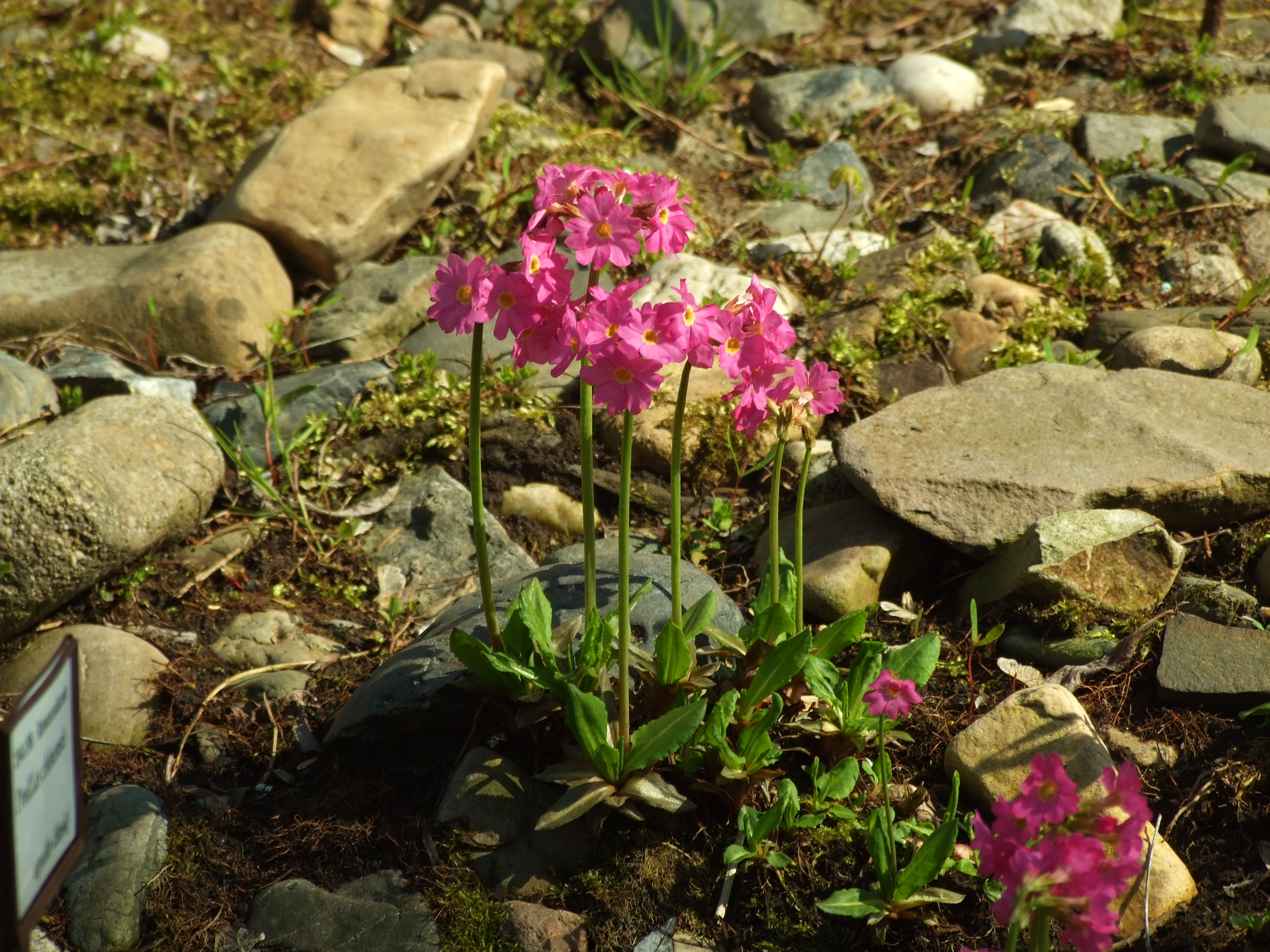
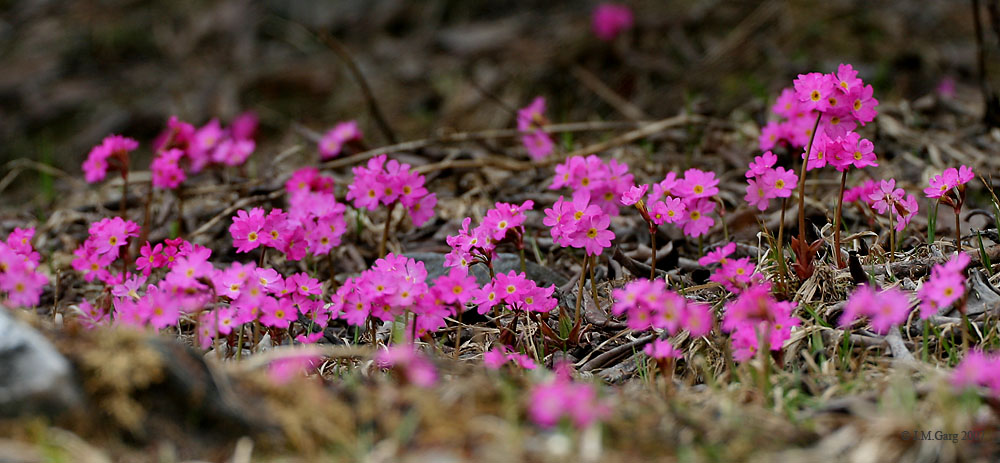
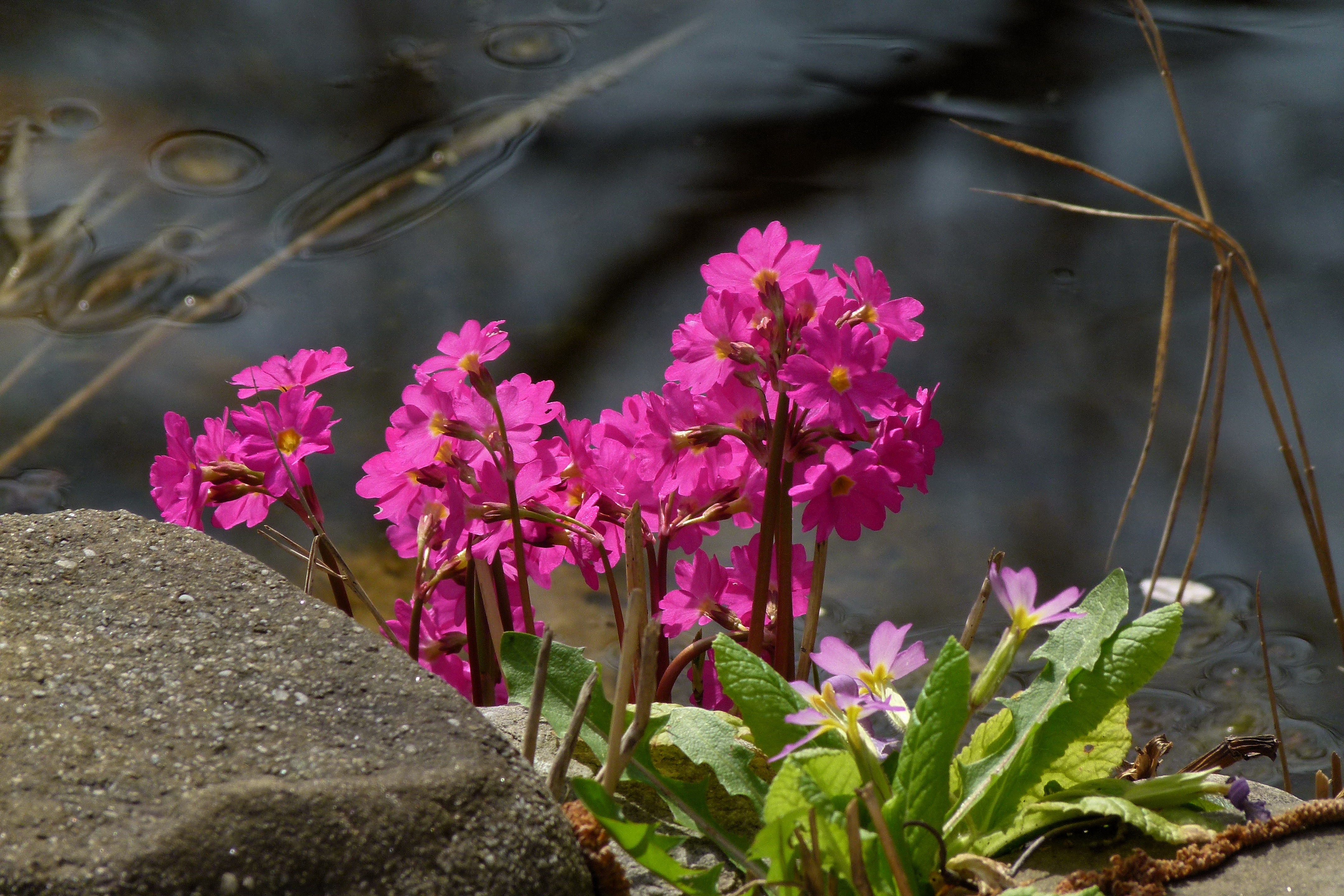
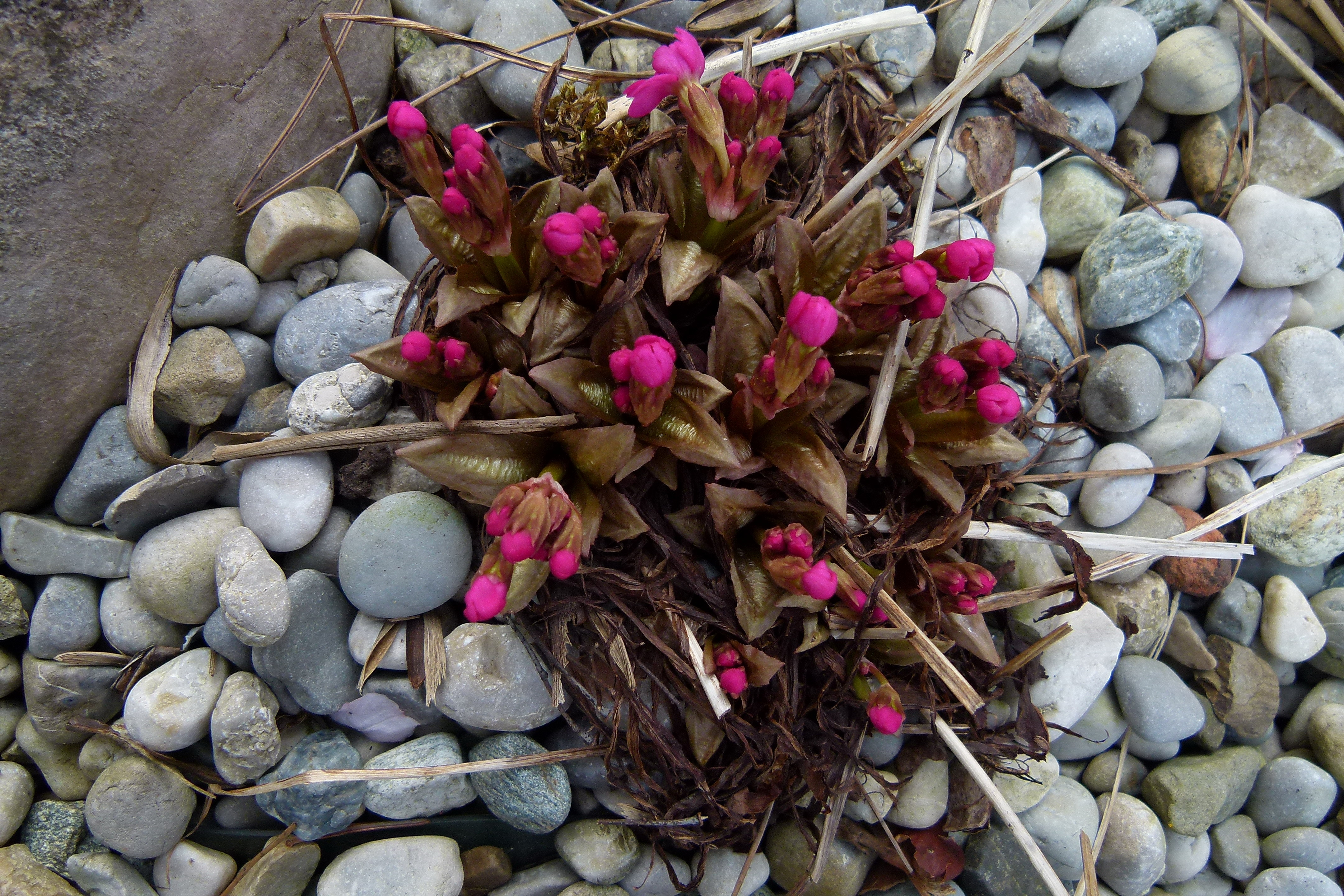